# 漁歌
〈渔歌〉 ，古琴曲名。一說為宋毛敏仲作曲，《西麓堂琴统》中此曲解题和《神奇秘谱》中〈樵歌〉解题一样，都是说元兵入临安后，敏仲耻事异姓，隐遁不仕，作此以招同志者。今為廣陵琴派四大操之一。

## 版本
自从《重修真传琴谱》之后《真传正宗琴谱》、《天闻阁琴谱》、《枯木禅琴谱》等众多琴谱中琴谱解题都写的是柳子厚所作。

## 解題
《西麓堂琴统》：「奇握溫氏受曆，毛敏仲恥事異姓，播弄雲水，樂道辟世，作此以招同志，大抵模擬樵歌之意，但其音調不無去今之殊耳。」
《重修真传琴谱》：「此是柳子厚所作也。是歌，有脫塵寓江海河漢之遊，物外煙霞之思，頤養至靜，樂守天和也。」

## 演奏版本
- 《自遠堂琴譜》，查阜西、孫貴生演奏[4][5]
- 《蕉庵琴譜》，廣陵派的版本，四大操之一，有梅曰強、楊秋悅的錄音[6][7]
- 吳兆基演奏[4]
- 《五知齋琴譜》，吳景略、吳文光演奏[8][9][10][11]

## 外部連結
- YouTube上的〈漁歌〉，查阜西演奏，收錄於《中國音樂大全‧古琴卷》
- YouTube上的〈漁歌〉，吳兆基演奏，收錄於《中國音樂大全‧古琴卷》
- YouTube上的〈漁歌〉，楊秋悅演奏，收錄於《煦風》